# 盖默灵
盖默灵（德語：Germering，發音：[ˈɡɛʁməʁɪŋ] ⓘ）是德国巴伐利亚州上巴伐利亚行政区菲斯滕费尔德布鲁克县的城市，面积21.6平方千米，2023年12月31日人口为41,822人。